# Bőny
Bőny är en ort i Ungern.   Den ligger i provinsen Győr-Moson-Sopron, i den västra delen av landet, 90 km väster om huvudstaden Budapest. Bőny ligger 125 meter över havet och antalet invånare är 2 225.
Terrängen runt Bőny är platt, och sluttar norrut. Runt Bőny är det ganska glesbefolkat, med 25 invånare per kvadratkilometer. Närmaste större samhälle är Győr, 17,9 km väster om Bőny. Trakten runt Bőny består till största delen av jordbruksmark.